# Johol
Johol (Pasik Besar) és un dels estats que formen Negeri Sembilan. La capital és Johol al districte de Kualah Pilah a uns 20 km al sud d'aquesta ciutat. El cap local governava a Pasik Besar però al fer-se independent el 1723 va traslladar la capital a Johol. Els sobirans porten el títol de Undang Luak Johol.

## Llista de sobirans
- Datuk Putri Setiawan I (reina) 1723 - 1747
- Datuk Rambut Panjang (reina) 1747 - vers 1760
- Datuk Putri Setiawan II (reina) vers 1760 - 1790
- Datuk Rambutan Jantan vers 1790 - 1810
- Datuk Nuri vers 1810 - 1820
- Datuk Abubakar Buncit (Gubah) vers 1820 - 1840
- Datuk Saeto vers 1840 - 1900
- Datuk Wan Omar bin Wan Hasan 1901 - 1918
- Datuk Kamat bin Sulaiman 1918 - 1947
- Datuk Abdul Manap bin Tolok 1947 - 1973
- Datuk Abdul Majid bin Abdul Wahid 1973 - 1985
- Datuk Abdul Rahman bin Mat Som 1985 - 1988
- Datuk Abdul bin Ali 1988 - 2007
- Datuk Muhammad bin Abdul Ghani 2007 -